# Cybianthus frigidicola
Cybianthus frigidicola är en viveväxtart som först beskrevs av Julian Alfred Steyermark, och fick sitt nu gällande namn av G. Agostini. Cybianthus frigidicola ingår i släktet Cybianthus, och familjen viveväxter. Inga underarter finns listade i Catalogue of Life.